# Someya Kazuki
Kazuki Someya (染矢 一樹 Someya Kazuki, sinh ngày 13 tháng 10 năm 1986) là một cầu thủ bóng đá người Nhật Bản thi đấu ở vị trí tiền vệ cho Azul Claro Numazu.

## Thống kê câu lạc bộ
Cập nhật đến ngày 23 tháng 2 năm 2018.
| Thành tích câu lạc bộ | Thành tích câu lạc bộ | Thành tích câu lạc bộ | Giải vô địch | Giải vô địch | Cúp                   | Cúp                   | Tổng cộng | Tổng cộng |
| Mùa giải              | Câu lạc bộ            | Giải vô địch          | Số trận      | Bàn thắng    | Số trận               | Bàn thắng             | Số trận   | Bàn thắng |
| Nhật Bản              | Nhật Bản              | Nhật Bản              | Giải vô địch | Giải vô địch | Cúp Hoàng đế Nhật Bản | Cúp Hoàng đế Nhật Bản | Tổng cộng | Tổng cộng |
| --------------------- | --------------------- | --------------------- | ------------ | ------------ | --------------------- | --------------------- | --------- | --------- |
| 2009                  | FC Gifu               | J2 League             | 41           | 4            | 3                     | 0                     | 44        | 4         |
| 2010                  | FC Gifu               | J2 League             | 21           | 1            | 1                     | 0                     | 22        | 1         |
| 2011                  | FC Gifu               | J2 League             | 29           | 2            | 1                     | 0                     | 29        | 2         |
| 2012                  | FC Gifu               | J2 League             | 36           | 1            | 1                     | 0                     | 36        | 1         |
| 2013                  | FC Gifu               | J2 League             | 38           | 10           | 1                     | 1                     | 39        | 11        |
| 2014                  | Fagiano Okayama       | J2 League             | 10           | 0            | 1                     | 0                     | 11        | 0         |
| 2015                  | Fagiano Okayama       | J2 League             | 17           | 1            | 1                     | 0                     | 18        | 1         |
| 2016                  | Azul Claro Numazu     | JFL                   | 6            | 0            | –                     | –                     | 6         | 0         |
| 2017                  | Azul Claro Numazu     | J3 League             | 20           | 2            | 1                     | 0                     | 21        | 2         |
| Tổng                  | Tổng                  | Tổng                  | 218          | 21           | 10                    | 0                     | 228       | 21        |